# Ilha Feia

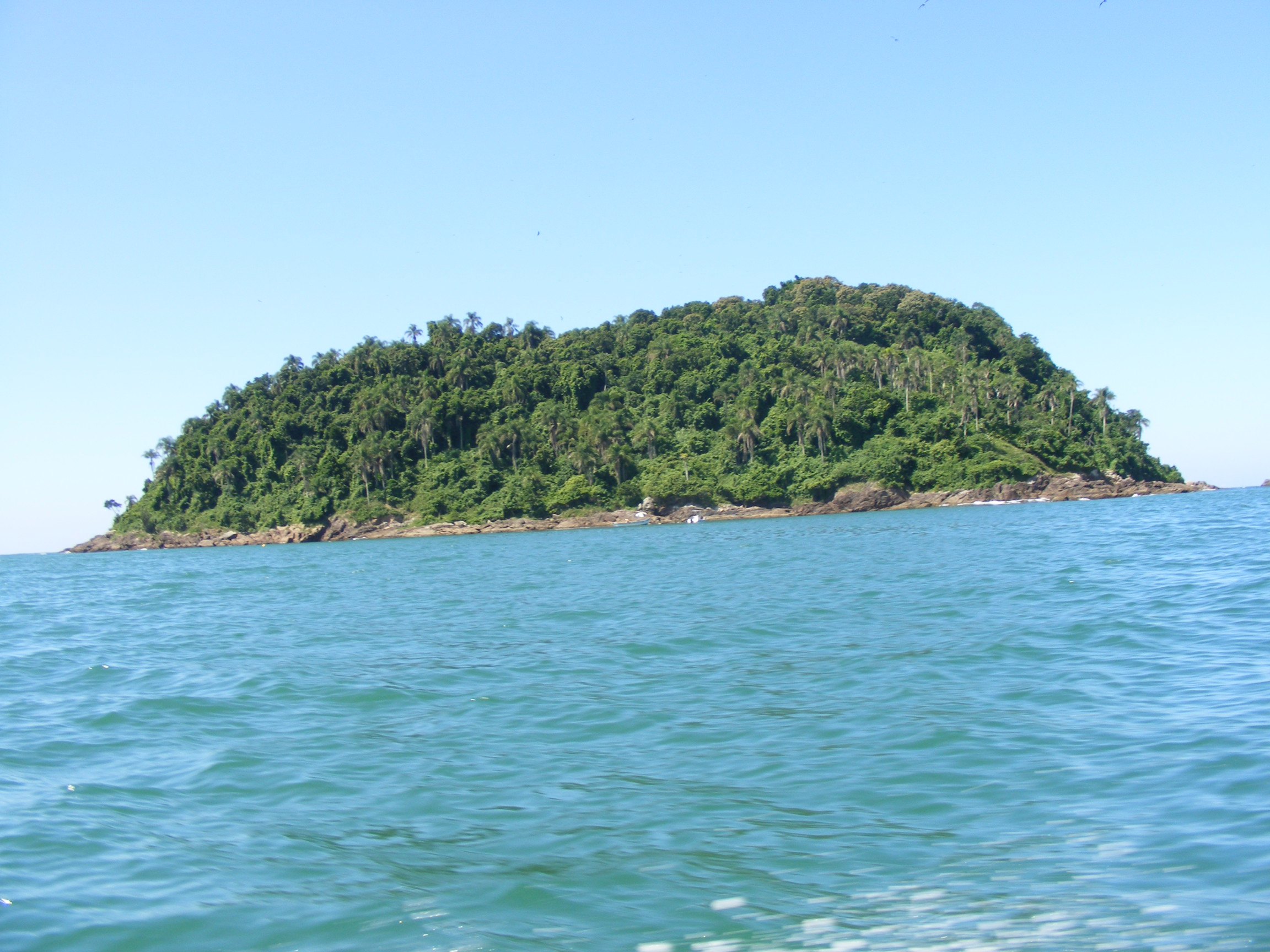
Foto tirada a poucos metros da Ilha Feia

A  ilha Feia é uma ilha brasileira que fica próxima à Praia do Quilombo, no município de Penha, no estado de Santa Catarina
É uma ilha costeira com vegetação característica do litoral brasileiro, representada pela Área de Domínio da Mata Atlântica, a qual é alvo das políticas de conservação ao nível nacional e mundial.
Por ser um ecossistema com acesso relativamente difícil (aproximadamente quatro quilômetros da costa e com dificuldade de desembarque), a ilha Feia mantém um estado considerável em termos de importância na sua conservação.